# Gynacantha vesiculata
Gynacantha vesiculata – gatunek ważki z rodziny żagnicowatych (Aeshnidae).